# Andreas III. (Ungarn)

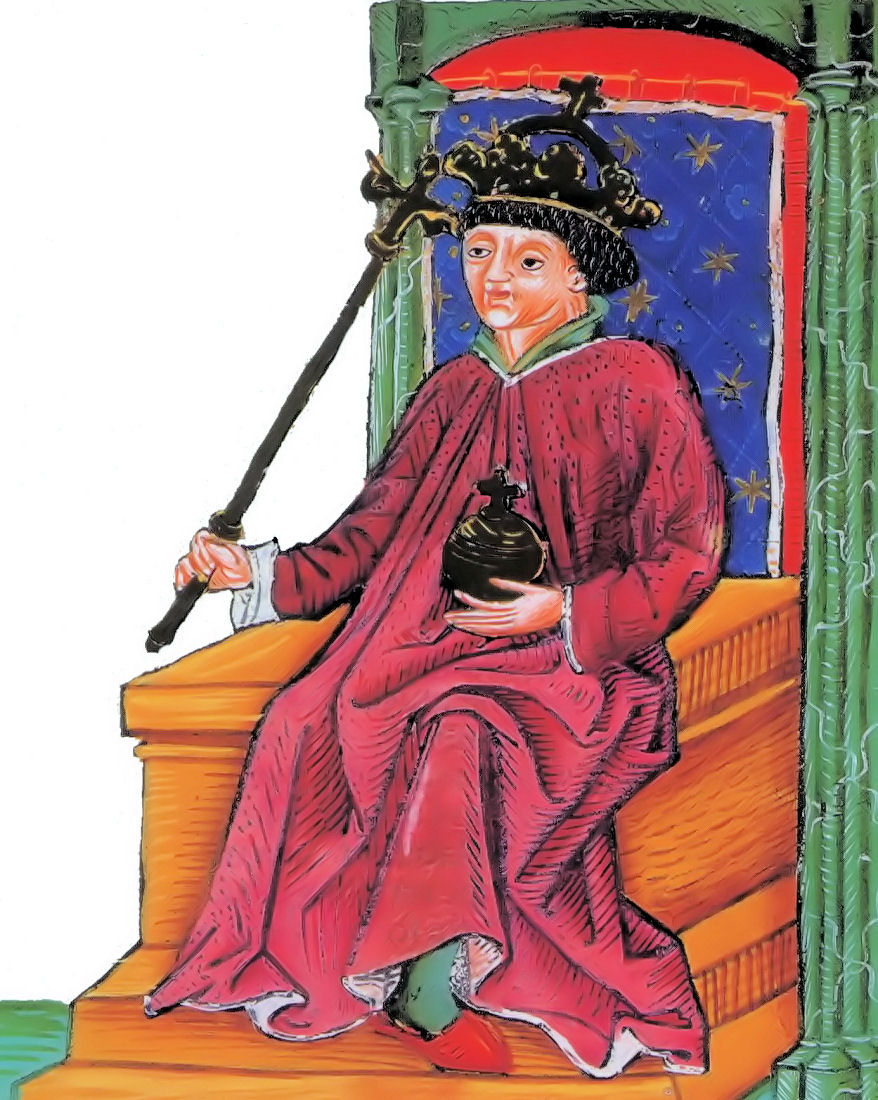
Andreas III. von Ungarn (Ungarische Bilderchronik)

Wappen von Andreas III.

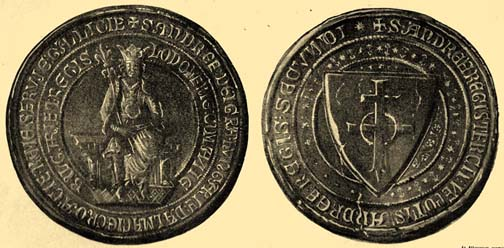
Siegel von Andreas III.

Andreas III. genannt der Venezianer (ungarisch III. András, kroatisch Andrija III. Mlečanin, * um 1265; † 14. Januar 1301 in Buda, Königreich Ungarn) aus dem Geschlecht der Arpaden war ab 1290 Apostolischer König von Ungarn und Kroatien.

## Leben

### Herkunft
Andreas III. war der Enkel von König Andreas II. und seiner dritten Ehefrau Beatrix von Este. Seine Eltern waren der jüngste Sohn von Andreas II. Stephan Posthumus (* 1236 in Wehrda (Marburg), † 10. April 1271 in Venedig), Herzog von Slawonien, und dessen zweite Ehefrau, die venezianische Patriziertochter Tomasina Morosini (* um 1250, † um 1300).

### Politischer Aufstieg
Vor seiner Thronbesteigung war Andreas unter König Ladislaus IV. (dem 'Kumanen') Herzog von Slawonien, Dalmatien und Kroatien. Nachdem der jüngere Bruder von König Ladislaus IV., Andreas 1278 gestorben war und Ladislaus keine (legitimen) Nachkommen hatte, war er der einzige noch lebende Sprössling des Königsstammes der Arpaden. Nach dem Tode von Ladislaus IV. war er – als letzter männlicher Arpade – der einzige legitime Prätendent auf den ungarischen Königsthron und wurde aus Italien nach Ungarn geholt. Mehrere Konkurrenten versuchten ihm jedoch die Krone streitig zu machen. Zu seinen Widersachern gehörte hauptsächlich Albrecht von Österreich, der Sohn von Rudolf I., der Ambitionen auf den ungarischen Königsthron hatte. Auf Geheiß von Albrecht wurde Andreas auf seiner Reise von Italien nach Ungarn gefangen gesetzt. Inzwischen wurde Andreas jedoch von den ungarischen Ständen – als letzter Spross des Hauses der Arpaden, der ersten Herrscher-Dynastie Ungarns, deren Herkunft von den legendären Turul abgeleitet wurde – zum König gewählt. Seinen Getreuen gelang es, Andreas in einer Mönchskutte verkleidet zu befreien und nach Buda (dt. Ofen) zu bringen, wo er bereits als König empfangen wurde. Trotz dieser Hindernisse wurde er als 'Andreas III.' in der Basilika von Stuhlweißenburg am 23. Juli 1290 zum Apostolischen König von Ungarn gekrönt. In Zusammenhang mit dieser Krönung ist erstmals in den Chroniken von der „Heiligen St. Stephanskrone“ (ung. Szent István Korona bzw. Szent Korona) die Rede.
Andreas größter Widersacher war Karl Martell, der Sohn der Schwester von Ladislaus IV., Maria (* 1245, † 1323), welche mit Karl II. von Anjou, König von Sizilien verheiratet war. Karl Martell wurde in Sizilien vom päpstlichen Gesandten, der im Auftrag des Papstes Nikolaus IV. handelte, in Neapel zum „Titular“-König gekrönt. In Italien, Sizilien, Kroatien und Dalmatien wurde er als König auch anerkannt. Nach dem unerwarteten Tode Nikolaus IV. († 1292) verlor Karl Martell seinen größten Unterstützer. Im Jahre 1292 wurde Karl Martell in der Schlacht bei Agram von Andreas geschlagen und zur Flucht nach Neapel gezwungen, wo er 1295 starb.

### Regierungszeit
Nachdem die außenpolitischen Streitereien beigelegt waren, begann Andreas seine Regierungszeit mit zahlreichen Konsolidierungsplänen innerhalb des Königreiches. In der Zeit seines Vorgängers herrschten in Ungarn nahezu anarchistische Zustände, hauptsächlich beim Adel und der ungarischen Oberschicht, die es zu befrieden galt. Mit den bedeutsamer gewordenen Oligarchen die eine offene Opposition gegen die Königsmacht darstellten, sollte ein Kompromiss eines Zusammenlebens gefunden werden, was letztlich nicht gänzlich gelang. 1298 berief Andreas einen Landtag nach Buda ein, in welchem über das weitere Schicksal des Landes beraten werden sollte. Im Königreich Ungarn kehrten ruhigere Zeiten ein. Aufbauarbeiten machten im ganzen Land Fortschritte, und wenn auch kleinere Unruhen im Lande fühlbar waren, verstand es doch Andreas sie zu unterdrücken, bevor sie unheilvolle Formen annehmen konnten. Er war jedenfalls seinen Vorgängern weitaus überlegen und verstand es, sich durch Gewährung verschiedener Freiheiten und Begünstigungen die Achtung seiner Bürger zu gewinnen. So erteilte er bereits im Jahre 1291 der Stadt Preßburg einen Freiheitsbrief, in dem der Stadt die Stadtrechte verliehen wurden.
Während seiner Regierungszeit erhielt er vom Erzbischof von Gran und Primas von Ungarn Lodomerius (ung. Ladomér) (1279–1298) und der katholischen Geistlichkeit namhafte Unterstützung. Lodomerius empfahl ihm auch die Heirat mit der polnischen Fürstentochter Fenena von Kujawien, die jedoch bereits nach fünfjähriger Ehe starb. Aus dieser Verbindung ging nur eine Tochter Elisabeth (1293–1336) hervor, die Nonne im Dominikanerinnenkloster Töss bei Winterthur wurde.
In zweiter Ehe war er mit der Habsburgerin Agnes von Österreich, der Tochter seines früheren Widersachers Albrecht, vermählt. Die Trauung fand am 13. Februar 1296 in Wien statt. Die Ehe blieb jedoch kinderlos. Obwohl ihm Agnes eine treue Unterstützerin und Lebensgefährtin war, blieb die Hauptberaterin seine Mutter Thomasina Morosini, die bereits 1293 nach Ungarn kam und ihn unterstützte und in politischen Angelegenheiten beriet. Andreas blieb seinen Landsleuten gegenüber ziemlich misstrauisch, vermutlich lag das an seiner italienischen Erziehung und Bildung. In einem ihm letztlich doch ziemlich „fremden“ Land war er nicht in der Lage zu seinen ungarischen Landsleuten ein wirkliches Vertrauensverhältnis aufzubauen. Deshalb traute er überwiegend seiner Mutter und deren aus Italien mitgebrachten Hofleuten.
Nach der Heirat mit Agnes unterstützte Andreas auch seinen Schwiegervater, Herzog Albrecht von Österreich. In der Schlacht von Göllheim schickte er auch Truppen, die dazu beitrugen, dass Albrecht diese Schlacht gewann und zum König des Heiligen Römischen Reiches gewählt werden konnte.

### Das Ende der Arpaden
Auch wenn sich der mittlere und der Kleinadel an das Königshaus der Arpaden – das für viele auch weiterhin das sagenumwobene 'Turul-Geschlecht' darstellte – klammerte, schienen die Tage dieses Herrscherhauses, das ohne männliche Nachkommen blieb, gezählt zu sein. Andreas war der letzte Arpade in der männlichen Linie, gehörte aber selbst bereits zu einem Seitenzweig der Familie: Angesichts des abzusehenden Endes der Arpaden-Dynastie herrschte im Lande eine gewisse Unsicherheit und Betrübnis. Im Oktober 1300 starb ganz plötzlich und unerwartet die Mutter (und Beraterin) des Königs Thomasina Morosini; für Andreas ein furchtbarer Schlag, da er in ihr seine engste Vertraute und Beraterin verlor.
Andreas begann hierauf ein unstetiges Leben, mit Alkohol und in Frauen versuchte er Trost und Vergnügen zu finden. Am 14. Januar 1301 schloss der letzte männliche Spross von König Stephan dem Heiligen seine Augen. Der damalige Palatinus von Ungarn Stephan (* um 1267, † 1315) aus dem Geschlecht Ákos schrieb zu Andreas’ Tode Folgendes:
Meghalt András, Magyarország jeles királya, az utolsó aranyágacska, amely atyai ágon Szent István királynak, a magyarok első királyának a nemzetségéből, törzséből és véréből sarjadt. Halálát mint Rachelét siratván meg, az ország népei azon gondolkodtak: hogyan és miképpen találhatnának maguknak az isteni kegyelem gondoskodása folytán a szent király véréből származó új uralkodót.
(„Es starb Andreas, der bedeutende König Ungarns, das letzte Goldzweiglein, welches in väterlicher Linie von dem Heiligen Stephan, dem König der Ungarn abstammte. Er entspross dem Geschlecht, Stamme und Blute des ersten ungarischen Königs. Seinen Tod beweinen wir wie Rachel und die Völker des Reiches denken darüber nach: wie finden wir mit Gottes Gnade und dessen Fürsorge einen Nachfolger, der aus dem Blut des Heiligen Königs stammt.“)
Andreas wurde am Burgberg von Buda (heute Teil von Budapest) in der damaligen Minoritenkirche bestattet. An dessen Stelle wurde später das ehemalige Karmeliterkloster von Buda, heute Amtssitz des ungarischen Ministerpräsidenten gebaut.
Nach dem Tode des Königs lebte seine Witwe Agnes ab 1317 bis zu ihrem Tod in Königsfelden bei Windisch und führte dieses von den Habsburgern gegründete Kloster zur wirtschaftlichen Blüte.